# 데메트리오스 1세 소테르
데메트리오스 1세 소테르(Δημήτριος Α, 기원전 185년 ~ 기원전 150년)는 셀레우코스 제국의 지배자였다. 그는 그의 아버지 셀레우코스 4세 필로파토르의 치세에 로마에 인질로 보내졌다. 기원전 175년 부친이 사망하자 안티오코스 4세 에피파네스는 왕좌를 장악하려고 데메트리오스의 로마행을 이용하였다. 데메트리오스는 탈출하였고 그의 사촌 안티오코스 5세 에우파토르를 살해하고 스스로 왕이 되었다. 데메트리오스는 왕명으로 소테르를 사용하였다.
| 전임 안티오코스 5세 | 제10대 셀레우코스 왕 기원전 161년 - 기원전 150년 | 후임 알렉산더 발라스 |